# Darren Daye
Darren Keefe Daye (Des Moines, 30 novembre 1960) è un ex cestista statunitense, di ruolo ala piccola, professionista nella NBA e in Europa.

## Biografia
È padre di Austin, anche lui cestista.

## Carriera
Uscito dalla famosa UCLA, viene scelto al terzo giro del Draft NBA 1983 dai Washington Bullets. Ala piccola di 2,03 cm, resta nell'NBA sino al 1987 giocando per i Bullets, i Chicago Bulls e i Boston Celtics.
Nel marzo 1988, a stagione iniziata, viene chiamato in Italia dalla Scavolini Pesaro guidata da Valerio Bianchini: qui va a formare una coppia formidabile con Darwin Cook, tra le più forti di tutti i tempi mai viste nel campionato italiano. Resterà a Pesaro sino alla stagione 1991-1992, vincendo due scudetti. Dal 1992 al 1994 gioca invece nella Mens Sana Siena.
Lasciata l'Italia, Daye ha giocato anche in Israele (Hapoel Galil Elyon e Hapoel Rishon LeZion) e in Francia (Pau-Orthez).

## Palmarès

### Club
- Campionato italiano: 2

Pesaro: 1987-88, 1989-90
- Coppa Italia: 1

Pesaro: 1992
- Campionato francese: 1

Pau-Orthez: 1995-96

### Individuale
- McDonald's All-American Game (1979)